# San Antonio, San Luis Potosí
San Antonio là một đô thị thuộc bang San Luis Potosí, México. Năm 2005, dân số của đô thị này là 9274 người.